# 시네마 원
시네마 원(영어: Cinema One)은 필리핀의 영화 채널이다.

## 같이 보기
- 시네 모!